# Teresin (Petite-Pologne)
Pour les articles homonymes, voir Teresin.
Teresin est une localité polonaise de la gmina et du powiat de Proszowice en voïvodie de Petite-Pologne.